# 孔多里山 (塔魯卡尼)
16°12′48″S 71°8′50″W / 16.21333°S 71.14722°W
孔多里山（Kunturi），是秘魯的山峰，位於該國南部阿雷基帕大區的阿雷基帕省，屬於安第斯山脈的一部分，處於普卡薩亞山東北面，海拔高度約5,200米。